# Dassault Systèmes
Dassault Systèmes is een software-uitgever die gespecialiseerd is in 3D-ontwerp, digitale 3D-mock-up en oplossingen voor productlevenscyclusbeheer (Product Lifecycle Management).
Opgericht in 1981 om het ontwerp van vliegtuigen te automatiseren, heeft Dassault Systèmes, gebaseerd op het idee van "virtualisatie van de wereld", zijn activiteit uitgebreid in de ontwikkeling en marketing van professionele software voor alle domeinen, zowel industrieel (luchtvaart als defensie, engineering en constructie, energie, consumptiegoederen, enz.) die betrekking hebben op onder meer architectuur of de wetenschappen van vi3.
In 2015 was Dassault Systèmes qua omzet de grootste Franse software-uitgever en de tweede in Europa na het Duitse SAP.
Het hoofdkantoor van het bedrijf is gevestigd in Vélizy-Villacoublay, in het noordelijke deel van de technologiehub Paris-Saclay.